# 李瑱
李瑱（8世纪720年代或730年代—8世纪760年代或770年代），原名李潓，唐朝政治人物。

## 生平
生年不详，当生于720年代末至730年代初。开元二十三年（735年）七月，封为恒王，喜好道教，常穿道士衣。授右卫大将军，加开府仪同三司。二十四年（736年）二月，改名李瑱。天宝十五载（756年），安史之乱，他曾随父亲南入成都，不再穿道士服了。还京，唐代宗时薨。

## 家族
唐玄宗李隆基第二十七子。母郑才人，为五品才人。玄宗的才人还有刘才人（光王李琚母）、阎才人（义王李玼母）、陈才人（丰王李珙母）、高才人（昌乐公主母）、常才人（新平公主母）、赵才人（壽光公主母）。

## 延伸阅读
[在维基数据编辑]
 《舊唐書·卷107》，出自刘昫《舊唐書》
 《新唐書·卷082》，出自《新唐書》